# WiiWare
WiiWare era una familia de videojuegos exclusivos para Wii era disponible únicamente a través del Canal Tienda Wii el cual fue clausurado en 2017. También estában disponibles para Wii U en el modo Wii.
Una vez descargado el juego o la aplicación, este aparecía en el menú de canales Wii o en el menú de la tarjeta SD, según prefiera el usuario, teniendo el aspecto de un nuevo canal. WiiWare era además un compañero del servicio de descarga de la Consola Virtual, servicio especializado en la emulación de juegos originalmente desarrollados para otros sistemas en vez de títulos originales del Canal Tienda Wii.
La plataforma WiiWare fue pensada como una vía para desarrolladores con pequeños presupuestos a realizar juegos innovadores, originales y a pequeña escala sin el costo y el riesgo de crear un título que se venda al por menor (servicio similar a Xbox Live Arcade y a PlayStation Store). Para ello el kit de desarrollo no fue pensado con un costo mayor a unos 2000 dólares aproximadamente; además, se sigue con la política en la que los desarrolladores necesitan la aprobación y licencia de Nintendo para publicar.
Al igual que los juegos de la Consola Virtual, la mayoría de los juegos de WiiWare oscilan entre los 500 y 1500 Wii Points (las demos de juegos son gratuitas y el acceso a ellas no tiene límite de tiempo pero sí es limitado). No obstante, a diferencia de los juegos de la Consola Virtual, los manuales son almacenados en el propio Canal Tienda Wii
A diferencia de su equivalente portátil DSiWare, los juegos de WiiWare no están disponibles de forma nativa a través de Nintendo eShop. Los juegos de WiiWare se podían comprar y reproducir completamente en la consola Wii U, a través del modo Wii. Desde que se lanzó Wii U en noviembre de 2012 con su distribución digital Nintendo eShop, En comparación con la Tienda DSiWare, el Canal Tienda Wii rara vez había visto lanzamientos nuevos de WiiWare. En 2014, el Canal Tienda Wii recibió el lanzamiento global de Retro City Rampage (febrero de 2013), el relanzamiento global de un juego minorista de Wii llamado Deer Drive Legends (noviembre de 2013),y en América del Norte el lanzamiento de un juego de Wii llamado Karaoke Joysound (julio de 2014).
El Canal Tienda Wii cerró el 30 de enero de 2019y los juegos de WiiWare en Wii (así como la compatibilidad con versiones anteriores en Wii U) ya no se pueden comprar. Hasta nuevo aviso, los usuarios pueden continuar descargando y/o transfiriendo títulos de WiiWare.

## Juegos
El servicio WiiWare se lanzó oficialmente en 2008: el 25 de marzo en Japón, el 12 de mayo en Norteamérica, y el 20 de mayo en las regiones PAL/Reino Unido.
En octubre de 2007, Nintendo celebró una conferencia de prensa en Japón en la que reveló la primera tanda de los principales juegos japoneses de WiiWare, incluidos My Pokémon Ranch, Dr. Mario Online Rx y Final Fantasy Crystal Chronicles: My Life as a King de Square Enix. La conferencia también reveló información sobre, Family Table Tennis, Mojipittan, Maruboushikaku, y Magnetica Twist. El desarrollador de juegos Hudson también anunció 3 títulos de WiiWare: Bomberman Blast, Star Soldier R, y Joysound, este último un juego de karaoke. Hudson reveló más tarde que tenía al menos 10 títulos de WiiWare en desarrollo durante el primer año de lanzamiento. Capcom, Namco, Sega, Taito y Konami también anunciaron y luego lanzaron juegos para el servicio.
Entre los desarrolladores occidentales, Telltale Games fue uno de los primeros en mostrar interés en el servicio, anunciando la serie episódica de juegos de  Strong Bad's Cool Game for Attractive People. GarageGames lanzó una versión de su motor de juego para respaldar el desarrollo de software de WiiWare. Otros desarrolladores occidentales que lanzan juegos de WiiWare incluyen Gameloft, Neko Entertainment, WayForward Technologies, Zoonami, Frozen Codebase y High Voltage Software. Konami y Capcom también habían expresado su deseo de lanzar juegos WiiWare exclusivos para Occidente.
Al cerrar el servicio, Los juegos de WiiWare en Japón y Norteamérica tenían un precio de entre 500 y 1500 Nintendo Points. Se había anunciado contenido descargable adicional para varios juegos, con My Life as a King viendo contenido adicional con un precio de entre 100 y 800 puntos, Final Fantasy IV: The After Years recibiendo contenido que oscilaba entre 300 y 800 puntos, y Mega Man 9 y Mega Man 10 ven contenido con un precio de entre 100 y 500 puntos.